# Velký hurikán
Velký hurikán roku 1780 je považován za atlantickou tropickou cyklónu s největším počtem obětí v lidské historii. Přibližně 22 000 lidí zahynulo, když se bouře přehnala přes ostrovy Martinik, Svatý Eustach a Barbados mezi 10. a 16. říjnem 1780. Další tisíce lidí přišly o život na otevřeném moři.

## Bouře
| Atlantické hurikány s největším počtem obětí | Atlantické hurikány s největším počtem obětí | Atlantické hurikány s největším počtem obětí | Atlantické hurikány s největším počtem obětí |
| Pořadí                                       | Hurikán                                      | Rok                                          | Počet obětí                                  |
| -------------------------------------------- | -------------------------------------------- | -------------------------------------------- | -------------------------------------------- |
| 1                                            | „Velký hurikán“                              | 1780                                         | 22 000                                       |
| 2                                            | Mitch                                        | 1998                                         | 9 000 – 18 000                               |
| 3                                            | „Galvestonský hurikán“                       | 1900                                         | 8 000 – 12 000                               |
| 4                                            | Fifi                                         | 1974                                         | 8 000 – 10 000                               |
| 5                                            | „Dominikánská republika“                     | 1930                                         | 2 000 – 8 000                                |

Hurikán udeřil na oblast Karibiku v době, kdy probíhala americká válka o nezávislost a vybral si velkou daň na loďstvech Velké Británie a Francie, které soupeřily o nadvládu v oblasti. Britská flotila pod velením admirála George Rodney, která plula v té době z New Yorku k ostrovům Západní Indie, byla bouří rozptýlena a poničena. Poté, co doplul k Barbadosu, zjistil admirál Rodney, že osm z dvanácti válečných lodí, které tu předtím zanechal, se potopilo a většina jejich posádky utonula.
Britská loď vyslaná zjistit způsobené škody hlásila, že bouře bičovala Barbados po dva dny. Obrovská destrukce vedla posádku lodi k mylné domněnce, že zároveň s bouří zasáhlo oblast i zemětřesení. Skoro vše na ostrově bylo srovnáno se zemí. Desítky rybářských člunů se už nikdy nevrátily do místních přístavů. Prakticky každá rodina žijící na ostrově ztratila v bouři alespoň jednoho svého člena.

## Zajímavosti
Sezóna hurikánů v roce 1780 byla jedinečná v tom, že do ní spadají hned tři hurikány s více než 1 000 obětí. Všechny tři oblast zasáhly v říjnu.
Množství slunečních skvrn dosáhlo svého vrcholu kolem roku 1780 – nejvyšší úrovně za několik století. Během supermaximálního solárního cyklu, zhruba 1775–1785, vzniklo neobvykle velké množství ničivých hurikánů – 3 z 10 nejničivějších a 6 z 25 nejničivějších hurikánů zaznamenaných v posledních čtyřech stoletích. Vyšší počet skvrn se pak na Slunci objevil jen během cyklů s vrcholem v roce 1958 a 2000–2002 (nejvyšší solární aktivita za několik tisíc let).
K dalším atlantickým bouřím, které způsobily smrt podobně vysokého počtu lidí, patří hurikán Mitch a Galvestonský hurikán. Pro srovnání: hurikán Katrina zabil méně než 2 000 lidí.